# Isabel de Borbón-Vendôme
Isabel de Borbón-Vendôme (en francés, Élisabeth de Bourbon-Vendôme; París, agosto de 1614-ibidem, 19 de mayo de 1664) fue hija de César de Vendôme y de Francisca de Lorena. Era una antepasado de Luis XV de Francia, de Víctor Amadeo II de Cerdeña, y de muchas familias reales europeas. También fue una antepasado del príncipe Enrique, conde de París, pretendiente orleanista al trono de Francia, entre otros descendientes y sucesores por línea masculina de Luis Felipe I de Francia.

## Biografía
Nació en París en 1614, hija de César de Borbón, duque de Vendôme, y de Francisca de Lorena, hija de Felipe Manuel, duque de Mercœur, y María de Luxemburgo, duquesa de Penthièvre. Su padre era un hijo ilegítimo fruto de la relación entre Enrique IV de Francia y su amante oficial, Gabrielle de Estrées. Su madre llegó a ser duquesa de Mercœur y Penthièvre por derecho propio, y fue la mayor heredera de su tiempo.
Tratada como mademoiselle de Vendôme antes de casarse, era la segunda de tres hijos, pues tenía dos hermanos, el frondista Francisco de Borbón, duque de Beaufort, y Luis de Borbón, duque de Vendôme; cuya esposa, Laura Mancini, era sobrina del Cardenal Mazarino. Ellos fueron los padres del célebre Luis José de Borbón, que batalló en las guerras de la Gran Alianza y de la sucesión española.

## Descendencia
El 11 de julio de 1643 contrajo matrimonio en el Palacio de Louvre con Carlos Amadeo de Saboya, duque de Nemours. Él era miembro de una rama menor de la Casa de Saboya, que se había instalado en Francia. Además, era descendiente directo de Felipe II, duque de Saboya, así como Isabel. Tuvieron dos hijas que se casarían con los herederos de los tronos de Saboya y Portugal, y tres hijos que murieron poco después de nacer:
- María Juana Bautista (1644-1724), primero prometida a Carlos V de Lorena en 1662, y luego casada con Carlos Manuel II de Saboya en 1665.
- María Francisca (1646-1683), casada primero con Alfonso VI de Portugal en 1666, y tras su deposición, luego con su cuñado, Pedro II de Portugal, en 1668.
- José (1649).
- Francisco (1650).
- Carlos Amadeo (1651).

## Muerte
Isabel murió en París al igual que su marido, el duque de Nemours, que en 1652 fue asesinado por su hermano menor, el duque de Beaufort, al enfrentarse en un duelo. Al enviudar, se las arregló para asegurar las rentas de las tierras de los Nemours para sus dos hijas, pero los títulos fueron heredados por otros miembros de la familia.